# Villastaden, Falun
Villastaden är en stadsdel som ligger tämligen centralt i Falun, men som namnet antyder präglas den av villabebyggelse.
Vid Villavägen låg under 1800-talet utvärdshuset Villan, varifrån faluborna enligt gängse tal ”gick i fyllan och villan”. Det upphörde 1883 och blev senare under någon tid godtemplarnas högborg. 1891 såldes byggnaden och revs året därpå varefter ett nytt bostadshus uppfördes på samma grund.
Under 1900-talets 15 första år uppfördes i kvarteret Villan en rad tidstypiska och ståtliga villor, flera av dem ritade av stadsarkitekten Klas Boman. Nuvarande bebyggelse är i stort sett den ursprungliga. Det är stora hus på stora lummiga tomter omgivna av häck eller staket. Området kröns av disponenten Erik Johan Ljungbergs "slott" Bergalid från 1902.